# Galo Abrain
Galo Abrain Navarro (Zaragoza, Aragón, 29 de mayo de 1995) es un escritor, columnista y reportero español. Aunque sus primeros pasos lo llevaron a la poesía, rápidamente alcanzó notoriedad en medios nacionales y tras la publicación de su primera novela: Morfina: Anatomía de una generación sedada (Rosamerón, 2023).

## Biografía y trayectoria
Pasó sus primeros años en Zaragoza, donde tuvo contacto desde muy temprana edad con el mundo del arte a través de la figura de su padre, el artista aragonés Sergio Abrain. Sus primeros textos públicos aparecen cuando, con apenas 17 años, artistas locales le solicitan la realización de las presentaciones de sus exposiciones. Poco después, en 2014, se muda a Madrid para estudiar Relaciones Internacionales y Ciencias Políticas en la Universidad Complutense de Madrid. 
En 2016 publicó el poemario: La rabia no muerte aunque le cortes la cabeza al perro (Olifante, 2016). Sobre el mismo, el laureado poeta Ángel Guinda aseguró: "Canto sincerísimo, valiente, en busca de la identidad del individuo", tildando a Galo Abrain de "descubrimiento más que presencia, revelación más que aparición en el panorama literario actual". En el campo de la poesía, Abrain también participó en la colección Amantes: 88 poetas aragoneses (2017), editada por Manuel Martínez-Forega y colaboró en múltiples revistas y publicaciones del género, como la revista leonesa Fake o Campos de Plumas. 
En 2020 comenzó a trabajar en tanto que columnista y reportero para múltiples medios nacionales, entre los que destacan El País, El Confidencial, The Objective, Rockdelux, Vozpópuli o El Periódico de Aragón. Sus opiniones, muy críticas con lo políticamente correcto, lo han expuesto a ser tildado de irreverente. Emplea un lenguaje orbitando entre lo jergal y lo formal. Sus reflexiones hieden a parodia y humor, llevando a la provocación las emociones más básicas. Un estilo que le valió la atención de la agencia literaria Editabundo, de la que forma parte desde 2021. 
En 2023 publicó la novela de no-ficción: Morfina: Anatomía de una generación sedada (Rosamerón), en la que Abrain lleva a cabo un devastador ataque, oscuramente divertido y sincero, contra las hipocresías de su generación. El libro tuvo una gran acogida y llamó la atención de una parte de la crítica. El mismo año, Galo Abrain fue galardonado con el 2º premio de periodismo Francisco Rodríguez Arias, Ciudad de Badajoz, por su columna de El Confidencial: Muerte a crédito para los viejos (2022).

## Obra
- La rabia no muere aunque le cortes la cabeza al perro (Olifante, 2014)
- Morfina: Anatomía de una generación sedada (Rosamerón, 2023)